# Verbascum decaisneanum
Verbascum decaisneanum är en flenörtsväxtart som beskrevs av O. Kuntze. Verbascum decaisneanum ingår i släktet kungsljus, och familjen flenörtsväxter. Inga underarter finns listade i Catalogue of Life.